# Niska Jabłonica
Niska Jabłonica (prononciation : [ˈniska jabwɔˈnit͡sa]) est un village polonais de la gmina de Borkowice dans le powiat de Przysucha de la voïvodie de Mazovie dans le centre-est de la Pologne.

## Histoire
De 1975 à 1998, le village appartenait administrativement à la voïvodie de Radom.